# 呂号第六十八潜水艦
| 画像をアップロード |                                                                |
| 艦歴               |                                                                |
| 計画               | 大正12年度艦艇補充計画                                         |
| 起工               | 1924年2月6日                                                   |
| 進水               | 1925年2月23日                                                  |
| 就役               | 1925年10月29日                                                 |
| 除籍               | 1945年11月30日                                                 |
| その後             | 1946年4月30日 若狭湾で海没処分                                 |
| 性能諸元           |                                                                |
| 排水量             | 基準：988トン 常備：1,060.3トン 水中：1,301トン                |
| 全長               | 76.20m                                                         |
| 全幅               | 7.38m                                                          |
| 吃水               | 3.96m                                                          |
| 機関               | ヴィッカース式ディーゼル2基2軸 水上：2,400馬力 水中：1,600馬力 |
| 速力               | 水上：15.7kt 水中：8.6kt                                       |
| 航続距離           | 水上：10ktで5,500海里 水中：4ktで80海里                        |
| 燃料               | 重油                                                           |
| 乗員               | 48名                                                           |
| 兵装               | 40口径8cm単装砲1門 53cm魚雷発射管 艦首6門 魚雷12本             |
| 備考               | 安全潜航深度：60m                                              |

呂号第六十八潜水艦（ろごうだいろくじゅうはちせんすいかん）は、日本海軍の潜水艦。呂六十型潜水艦（L4型）の9番艦。

## 艦歴
- 1924年（大正13年）2月6日 - 三菱神戸造船所で起工。
- 1925年（大正14年）2月23日 - 進水。
  - 10月29日 - 竣工。第24潜水隊に編入[2]。
  - 12月1日 - 第一艦隊第1潜水戦隊に編入[2]。
- 1928年（昭和3年）12月10日 - 予備艦となる[2]。
- 1933年（昭和8年）9月1日 - 予備艦となる[2]。
- 1937年（昭和12年）7月1日 - 予備艦となる[2]。
- 1938年（昭和13年）6月1日 - 艦型名を呂六十型に改正[3]。
- 1941年（昭和16年）12月4日 - 第7潜水戦隊第33潜水隊所属として、クェゼリンを出航。ハウランド島方面へ航行[4]。
  - 12月11日 - ベーカー島を砲撃[4]。
  - 12月27日 - ウェーク島方面の哨戒活動を行う[4]。
- 1942年（昭和17年）1月15日 - ラバウル攻略戦に加わりセント・ジョージ岬南方に配備[4]。
  - 1月29日 - トラック着[4]。
  - 3月24日 - サイパン着[4]。
  - 4月3日 - 舞鶴着[4]。
  - 6月5日 - 舞鶴を出航し、トラック方面で活動[4]。
  - 7月4日 - 横須賀着[4]。
  - 7月14日 - 第5艦隊に編入[4]。
  - 7月24日 - 北方に派遣となり横須賀を出港[4]。
  - 8月4日 - キスカ島に到着。以後、9月までキスカ島方面の哨戒任務に就く[4]。9月14日、キスカでアダック島から発進した米軍機による攻撃を受ける。機銃掃射により潜望鏡が破損。
  - 9月26日 - キスカ島を出航[4]。
  - 11月8日 - 呉着。練習潜水艦となる[4]。
- 1945年（昭和20年）5月5日 - 第51戦隊に編入[4]。
  - 8月15日 - 終戦時は舞鶴に所在[5]。
  - 11月30日 - 除籍。
- 1946年（昭和21年）4月30日 - 若狭湾の冠島沖にて海没処分[2]。近くで沈められた伊号第百二十一潜水艦、呂号第五百潜水艦とともに船体の所在は2018年の調査で確認されている[6]。

## 歴代艦長
※『艦長たちの軍艦史』467-468頁による。

### 艤装員長
- 中邑元司 大尉：1925年7月1日 - 1925年10月29日

### 艦長
- 中邑元司 大尉：1925年10月29日 - 1926年12月1日
- 高木武雄 少佐：1926年12月1日 - 1927年12月1日
- 鍋島俊策 少佐：1927年12月1日 - 1928年12月10日
- 溝畠定一 大尉：1928年12月10日[7] - 1929年11月1日[8]
- 林一雄 大尉：1929年11月1日[8] - 1931年12月1日
- 藤本伝 大尉：1931年12月1日 - 1933年9月1日[9]
- （兼）大橋龍男 中佐：1933年9月1日 - 1933年12月1日
- 藤本伝 少佐：1933年12月1日 - 1934年6月1日
- 小泉騏一 少佐：1934年6月1日 - 1935年11月15日
- 七字恒雄 少佐：1935年11月15日 - 1936年6月20日
- 江見哲四郎 少佐：1936年6月20日 - 1936年12月1日
- 入江達 少佐：1936年12月1日 - 1937年3月20日[10]
- 田上明次 少佐：1937年3月20日 - 1937年7月1日[11]
- （兼）稲葉通宗 大尉：1937年7月1日[11] - 1937年7月31日[12]
- 伊豆寿市 少佐：1937年7月31日[12] - 1937年12月1日[13]
- 戸上一郎 少佐：1937年12月1日 - 1938年7月30日[14]
- 広川隆 少佐：1938年7月30日 - 1939年11月1日[15]
- （兼）市川旦 少佐：1939年11月1日[15] - 1939年11月20日[16]
- （兼）吉留善之助 少佐：1939年11月20日[17] - 1939年11月25日[18]
- 原田毫衛 少佐：1939年11月25日 - 1940年3月20日[19]
- 田岡清 少佐：1940年3月20日 - 1940年10月15日[20]
- 田中万喜夫 少佐：1940年10月15日 - 1941年7月31日[21]
- 井筒紋四郎 少佐：1941年7月31日 -
- 真鍋正輝 大尉：1942年5月23日 -
- 館上陸太 大尉：1943年3月16日 -
- 鈴木正吉 大尉：1943年8月1日 -
- 菅昌徹昭 大尉：1944年1月20日 -
- 上杉一秋 大尉：1944年3月20日 -
- 山中修明 大尉：1944年10月14日 -
- 鮫島修 大尉：1945年6月1日 -